# Hoofdklasse schaken 1945/46
In Hoofdklasse-seizoen 1945/46 werd gestreden door 22 teams van schaakverenigingen in Nederland, verdeeld over vier regionale groepen. De winnaars van de groepen namen het tegen elkaar op in een finaleronde. Schaakclub Utrecht won deze finaleronde en werd voor de eerste keer in haar geschiedenis landskampioen.

## Geschiedenis
Het seizoen 1945/45 was het eerste volledige schaakseizoen na de Tweede Wereldoorlog. Tijdens de oorlog werd nog tot het seizoen 1943/44 geschaakt, maar die competitie is wegens reismoeilijkheden niet afgemaakt. Het seizoen 1945/46 was daarom een zogeheten herstel-competitie.
Tijdens het seizoen vielen nochtans vijf teams uit (waaronder Philidor, Staunton, Maastricht en Heerlen) vanwege reismoelijkheden. Deze club deden in het opvolgende seizoen hun herintrede in de competitie.

## Uitslagen
- Ronde 1:
- Ronde 2:

## Eindstanden reguliere competitie[2]

### Groep West-Noord
| # | Team                        | MP | BP | 1  | 2  | 3  | 4  | 5  | 6  |
| - | --------------------------- | -- | -- | -- | -- | -- | -- | -- | -- |
| 1 | Haarlemsch Schaakgezelschap | 10 |    | -- | 6½ |    |    |    | 7½ |
| 2 | VVGA                        | 8  |    | 3½ | -- | 5½ |    |    |    |
| 3 | VAS                         | 6  |    |    | 4½ | -- |    | 8  | 8  |
| 4 | ASC                         | 4  |    |    |    |    | -- | 6  | 6  |
| 5 | Max Euwe                    | 2  |    |    |    | 2  | 4  | -- |    |
| 6 | VVV Alkmaar                 | 0  |    | 2½ |    | 2  | 4  |    | -- |

De wedstrijden om promotie- en degradatie ging tussen VVV, Het Westen, DD II en Zaandam, die een halve competitie speelden. VVV wist zich te handhaven, terwijl DD II promoveerde.

### Groep West-Zuid
| # | Team                      | MP | BP | 1  | 2  | 3  | 4  | 5  | 6  | 7  |
| - | ------------------------- | -- | -- | -- | -- | -- | -- | -- | -- | -- |
| 1 | Leidsch Schaakgenootschap | 9  |    | -- |    |    |    |    | 7½ |    |
| 2 | Spangen                   | 8  |    |    | -- |    |    | 5  |    | 5  |
| 3 | DD                        | 7  |    |    |    | -- | 6  |    |    |    |
| 4 | Kralingen                 | 6  |    |    |    | 4  | -- |    |    | 6  |
| 5 | NRSV                      | 5  |    |    | 5  |    |    | -- | 8  |    |
| 6 | Haagsche Chr. SV          | 4  |    | 2½ |    |    |    | 2  | -- |    |
| 7 | Residentie Schaakclub     | 3  |    |    | 5  |    | 4  |    |    | -- |

In groep West-Zuid werd de eerst een wedstrijd gespeeld tussen Alphen, de winnaar van de Leidse Schaakbond, en de Rotterdamse kampioen Het Centrum. Het Centrum won deze confrontatie, waarop de club het mocht opnemen tegen de Residentie Schaakclub. Ook deze wedstrijd werd gewonnen zodat Het Centrum promoveerde.

### Groep Centrum
In groep Centrum werd een volledige competitie gespeeld omdat er maar vier teams waren ingedeelde in deze competitie.
| # | Team               | MP | BP | 1  | 2  | 3  | 4  |
| - | ------------------ | -- | -- | -- | -- | -- | -- |
| 1 | Schaakclub Utrecht | 10 |    | -- |    | 7  | 7  |
| 2 | BSG                | 8  |    |    | -- | 4½ | 9  |
| 3 | HSG                | 6  |    | 3  | 5½ | -- | 7  |
| 4 | S.C. Amersfoort    | 0  |    | 3  | 1  | 3  | -- |

In de wedstrijden om promotie- en degradatie wist De Dom te promoveren, terwijl Schaakclub Amersfoort zich handhaafde.

### Groep Zuid
| # | Team                         | MP | BP | 1  | 2  | 3  | 4  | 5  |
| - | ---------------------------- | -- | -- | -- | -- | -- | -- | -- |
| 1 | Eindhovense Schaakvereniging | 8  |    | -- |    | 5½ | 6½ | 8  |
| 2 | 's Hertogenbosch             | 6  |    |    | -- |    |    | 6  |
| 3 | Philips                      | 4  |    | 4½ |    | -- | 6  |    |
| 4 | De Pion                      | 2  |    | 3½ |    | 4  | -- |    |
| 5 | De Drie Torens               | -2 |    | 2  | 4  |    |    | -- |

In de wedstrijden om promotie- en degradatie won Schaakclub Middelburg ten koste van De Drie Torens, die daardoor een niveau afdaalde.

## Finaleronde om het landskampioenschap
In de finaleronde namen het Haarlemsch Schaakgenootschap, LSG en Schaakclub Utrecht het tegen elkaar op. Wegens de slechte verbindingen moest Schaakclub Eindhoven, die zich ook had gekwalificeerd, zich halverwege terugtrekken. Daarom werd de uitslag in de wedstrijd tussen S.C. Utrecht en S.C. Eindhoven (7½-2½) geannuleerd.
Schaakclub Utrecht wist zowel van HSG als LSG te winnen en werd landskampioen. Dat was bijzonder omdat de club sinds de start van de landelijke hoofdklasse in het seizoen 1920/21 altijd meedeed op het hoogste niveau, maar nog nooit kampioen was geworden.
| # | Team                        | MP | BP  | 1  | 2  | 3  |
| - | --------------------------- | -- | --- | -- | -- | -- |
| 1 | Schaakclub Utrecht          | 4  |     | -- | 6  | ?? |
| 2 | Haarlemsch Schaakgezelschap | 2  | 11½ | 4  | -- | 5½ |
| 3 | Leidsch Schaakgenootschap   | 0  |     | ?? | 4½ | -- |

Eerste klasse

1920/21 · 1921/22 · 1922/23 · 1923/24 · 1924/25 · 1925/26 · 1926/27 · 1927/28 · 1928/29 · 1929/30 · 1930/31 · 1931/32 · 1932/33 · 1933/34 · 1934/35 · 1935/36 · 1936/37 · 1937/38 · 1938/39 · 1939/40 · 1940/41 · 1941/42
Hoofdklasse

1942/43 · 1943/44 · 1944/45 · 1945/46 · 1946/47 · 1947/48 · 
1948/49 · 1949/50 · 1950/51 · 1951/52 · 1952/53 · 1953/54 · 1954/55 · 1955/56 · 1956/57 · 1957/58 · 1958/59 · 1959/60 · 1960/61 · 1961/62 · 1962/63 · 1963/64 · 1964/65 · 1965/66 · 1966/67 · 1967/68 · 1968/69 · 1969/70 · 1970/71 · 1971/72 · 1972/73 · 1973/74 · 1974/75 · 1975/76 · 1976/77 · 1977/78 · 1978/79 · 1979/80 · 1980/81 · 1981/82 · 1982/83 · 1983/84 · 1984/85 · 1985/86 · 1986/87 · 1987/88 · 1988/89 · 1990/91 · 1991/92 · 1992/93 · 1993/94 · 1994/95 · 1995/96
Meesterklasse

1996/97 · 1997/98 · 1998/99 · 1999/00 · 2000/01 · 2001/02 · 2002/03 · 2003/04 · 2004/05 · 2005/06 · 2006/07 · 2007/08 · 2008/09 · 2009/10 · 2010/11 · 2011/12 · 2012/13 · 2013/14 · 2014/15 · 2015/16 · 2016/17 · 2017/18· 2018/19 · 2019/20 · 2020/21 · 2021/22 · 2022/23 · 2023/24 · 2024/25